# Molopanthera paniculata
Molopanthera paniculata là một loài thực vật có hoa trong họ Thiến thảo. Loài này được Turcz. mô tả khoa học đầu tiên năm 1848.